# Atalánti
Atalánti (Atalanti) är en kommunhuvudort i Grekland.   Den ligger i prefekturen Fthiotis och regionen Grekiska fastlandet, i den centrala delen av landet, 100 km nordväst om huvudstaden Aten. Atalánti ligger 142 meter över havet och antalet invånare är 4 978.
Terrängen runt Atalánti är huvudsakligen kuperad, men åt nordost är den platt. Runt Atalánti är det ganska glesbefolkat, med 32 invånare per kvadratkilometer. Närmaste större samhälle är Orchomenós, 17,6 km söder om Atalánti. Trakten runt Atalánti består till största delen av jordbruksmark.